# Искаков, Турлыбек Утешович
Турлыбек Утешович Искаков (род. 25 (по другим данным, 26) января 1948, Темирлановка, Южно-Казахстанская область, КазССР, СССР) — советский и казахстанский учёный, доктор технических наук (1994), профессор (1995), академик Инженерной академии РК (1997).

## Биография
В 1972 году окончил Казахский химико-технологический институт (КазХТИ). В 1973—1980 годах — младший научный сотрудник в КазХТИ, параллельно в 1979 году защищает кандидатскую диссертацию на тему «Синтез высокопрочных стеклокристаллических материалов на основе волластонитовых скарнов». В 1983—1988 годах преподаватель, декан Кызылординского филиала Жамбылского гидромелиоративного строительного института; в 1991—1998 годах доцент кафедры общей технологии силикатов, заведующий научно-исследовательской лаборатории «Кристалл»; в 1998—2001 годах начальник департамента индустрии и энергетики Южно-Казахстанской области. С 2001 года проректор по общественно-экономическим вопросам Южно-Казахстанского гос. университета.

## Признание и награды
- Лауреат международной премии им. С. П. Королева,
- Лауреат государственной премии РК в области науки, техники и образования (2005 г.) в составе группы авторов за работу «Создание и организация инновационных технологий переработки природного и техногенного вторичного сырья»[4][5][6],
- Медаль «Ерен енбегі үшін» (2005 г.),
- Медаль ветерана Байконурской космической гавани федерации космонавтики СССР,
- Медаль «Қазақстан республикасының білім беру саласының құрметті қызметкері»,
- Нагрудный знак «Ы.Алтынсарина»,
- Нагрудный знак МОН РК «За заслуги в развитии науки Республики Казахстан» (25.01.2008 г.),
- Нагрудный знак НДП «Нур Отан» «Белсенді қызметі үшін»,
- Нагрудный знак «Академик Ө.А.Жолдасбековтың туғанына 75 жыл»,
- Нагрудный знак «Қазақстан Республикасының Ұлттық Инженерлік академиясына 15 жыл»,
- Звание «Почётный гражданин Ордабасинского района» ЮКО (2008 г.)[2].

## Научная деятельность
Опубликовал более 230 статей, автор 108 предварительных патентов, 4 авторских свидетельств на изобретение и 4 монографий.
Один из крупных учёных в области физико-химических основ получения стеклокристаллических материалов со специальными свойствами. Проводимые им исследования посвящены разработке и получению материалов специального назначения для работы в экспериментальных условиях. Разработанные материалы нашли применение на объектах Министерства Обороны РК и, в частности, на объектах ракетно-космического комплекса.
Некоторые патенты:
- Клинкер кварцсодержащего цемента. № инновационного патента: 26065. Опубликовано: 14.09.2012. Авторы: Кенжалиева Г. Д., Сулейменов А. Т., Сулейменов Б. А., Нестеренко Н. Г., Есжанов А. Д., Искаков Т. У., Серкебаев М. К.
- Бариево-алитовый цемент. № инновационного патента: 24248. Опубликовано: 15.07.2011. Авторы: Наукенова А. С., Сулейменов Б. А., Серкебаев М. К., Жакипбеков Ш. К., Сулейменов А. Т., Искаков Т. У.
- Состав для изготовления оптических сред с органическим красителем. № предварительного патента: 7823. Опубликовано: 15.07.1999. Авторы: Ибраев Н. Х., Сагындыков Н. А., Искаков Т. У., Кулакеев К. К., Гарифулин В. М.
- Композиция для изготовления антифрикционного углеродсодержащего материала. № предварительного патента: 7331. Опубликовано: 15.03.1999. Авторы: Гарифулин В. М., Искаков Т. У.
- Способ жёсткого формования керамических изделий. № предварительного патента: 5522. Опубликовано: 15.12.1997. Авторы: Гарифулин В. М., Ечевская Ф. З., Искаков Т. У.
- Шихта для получения керамической массы. № предварительного патента: 4994. Опубликовано: 15.08.1997. Авторы: Искаков Т. У., Гарифулин В. М.
- Способ получения слоистого композиционного материала. № предварительного патента: 4972. Опубликовано: 15.08.1997. Авторы: Искаков Т. У., Гарифулин В. М., Павликова О. Ю.
- Способ производства шамота. № предварительного патента: 2261. Опубликовано: 15.09.1995. Авторы: Рахматулаев Х. Г., Друмчегло В. Н., Искаков Т. У., Гарифулин В. М.